# Leucochrysa floridana
Leucochrysa floridana är en insektsart som beskrevs av Banks 1897. Leucochrysa floridana ingår i släktet Leucochrysa och familjen guldögonsländor. Inga underarter finns listade i Catalogue of Life.